# マテウス・ソウザ・ペレイラ
マテウス・ソウザ・ペレイラ（Matheus Sousa Pereira、1997年1月31日 - ）は、ブラジル・リオデジャネイロ州出身のプロサッカー選手。Jリーグ・大分トリニータ所属。ポジションはミッドフィールダー（ボランチ）、ディフェンダー（センターバック）。

## 来歴

### クラブ
2017年にフィゲイレンセFCの育成組織からトップチームに昇格しキャリアをスタート。2020年11月にはセリエA所属のアトレチコ・ゴイアニエンセに完全移籍したが、2月までにリーグ戦10試合の出場にとどまった。
2021年2月、J1リーグ所属の大分トリニータに期限付き移籍での加入が決定した。ブラジルメディアでは移籍金100万レアル（約2000万円）の1年間レンタルと報道されている。同シーズンはリーグ戦においては出場機会に恵まれなかったが、天皇杯では全試合に出場、決勝・浦和戦では1点ビハインドで迎えた90分に一時同点となるゴールを決める活躍を見せた（直後に再び浦和に勝ち越され試合は敗戦）。舞台をJ2リーグに移した2022年は開幕からスタメンの座を掴み、リーグ戦36試合に出場を果たした。試合終盤のビハインド時に前線に残るパワープレー等でチーム内で4番目に多いリーグ戦5得点を記録。J1参入プレーオフ1回戦の熊本戦でも終盤に同点弾を挙げた。
2023年、大分に完全移籍。2024年8月11日、J2第26節・熊本戦にてスコア1-1で迎えた後半アディショナルタイムにペナルティエリア内でボールを収めると、ゴールに背を向けたままバックヒールでシュートし、決勝点となるゴールを記録した。このゴールは同月度の月間ベストゴールに選出された。

## 個人成績
| 国内大会個人成績 | 国内大会個人成績 | 国内大会個人成績 | 国内大会個人成績 | 国内大会個人成績 | 国内大会個人成績 | 国内大会個人成績 | 国内大会個人成績 | 国内大会個人成績 | 国内大会個人成績 | 国内大会個人成績 | 国内大会個人成績 |
| 年度             | クラブ           | 背番号           | リーグ           | リーグ戦         | リーグ戦         | リーグ杯         | リーグ杯         | オープン杯       | オープン杯       | 期間通算         | 期間通算         |
| 年度             | クラブ           | 背番号           | リーグ           | 出場             | 得点             | 出場             | 得点             | 出場             | 得点             | 出場             | 得点             |
| ブラジル         | ブラジル         | ブラジル         | ブラジル         | リーグ戦         | リーグ戦         | ブラジル杯       | ブラジル杯       | オープン杯       | オープン杯       | 期間通算         | 期間通算         |
| ---------------- | ---------------- | ---------------- | ---------------- | ---------------- | ---------------- | ---------------- | ---------------- | ---------------- | ---------------- | ---------------- | ---------------- |
| 2017             | フィゲイレンセ   |                  | セリエB          | 15               | 0                | 0                | 0                | -                | -                | 15               | 0                |
| 2018             | フィゲイレンセ   |                  | セリエB          | 20               | 1                | 3                | 0                | -                | -                | 23               | 1                |
| 2019             | フィゲイレンセ   |                  | セリエB          | 25               | 0                | 2                | 0                | -                | -                | 27               | 0                |
| 2020             | フィゲイレンセ   |                  | セリエB          | 18               | 1                | 4                | 0                | -                | -                | 22               | 1                |
| 2020             | アトレチコ-GO    |                  | セリエA          | 10               | 1                | 0                | 0                | -                | -                | 10               | 1                |
| 日本             | 日本             | 日本             | 日本             | リーグ戦         | リーグ戦         | リーグ杯         | リーグ杯         | 天皇杯           | 天皇杯           | 期間通算         | 期間通算         |
| 2021             | 大分             | 31               | J1               | 8                | 0                | 1                | 0                | 6                | 1                | 15               | 1                |
| 2022             | 大分             | 31               | J2               | 36               | 5                | 0                | 0                | 0                | 0                | 36               | 5                |
| 2023             | 大分             | 31               | J2               | 32               | 2                | -                | -                | 0                | 0                | 32               | 2                |
| 2024             | 大分             | 31               | J2               | 27               | 2                | 1                | 0                | 2                | 0                | 30               | 2                |
| 2025             | 大分             | 31               | J2               |                  |                  |                  |                  |                  |                  |                  |                  |
| 通算             | ブラジル         | ブラジル         | セリエA          | 10               | 1                | 0                | 0                | -                | -                | 10               | 1                |
| 通算             | ブラジル         | ブラジル         | セリエB          | 78               | 2                | 9                | 0                | -                | -                | 87               | 2                |
| 通算             | 日本             | 日本             | J1               | 8                | 0                | 1                | 0                | 6                | 1                | 15               | 1                |
| 通算             | 日本             | 日本             | J2               | 68               | 9                | 1                | 0                | 2                | 0                | 68               | 9                |
| 総通算           | 総通算           | 総通算           | 総通算           | 191              | 12               | 11               | 0                | 8                | 1                | 210              | 13               |

出場歴
- Jリーグ初出場 - 2021年6月19日 J1第18節 北海道コンサドーレ札幌戦（札幌厚別公園競技場）
- Jリーグ初得点 - 2022年2月27日 J2第2節 ヴァンフォーレ甲府戦（JIT リサイクルインク スタジアム）

| 年度 | クラブ         | 州リーグ | 出場 | 得点 |
| ---- | -------------- | -------- | ---- | ---- |
| 2017 | フィゲイレンセ | SC州1部  | 2    | 0    |
| 2018 | フィゲイレンセ | SC州1部  | 10   | 0    |
| 2019 | フィゲイレンセ | SC州1部  | 17   | 0    |
| 2020 | フィゲイレンセ | SC州1部  | 8    | 0    |
| 2020 | アトレチコ-GO  | GO州1部  | 1    | 0    |
| 通算 | 通算           | 通算     | 38   | 0    |
その他公式戦
- 2020年
  - コパ・ヴェルデ（ポルトガル語版） - 2試合2得点
- 2022年
  - J1参入プレーオフ - 1試合1得点

## タイトル

### クラブ
フィゲイレンセ
- カンピオナート・カタリネンセ（2018年）
- レコパ・カタリネンセ（ポルトガル語版）（2019年）

### 個人
- J2・月間ベストゴール（2024年8月）